# Okręg wyborczy nr 36 do Sejmu Polskiej Rzeczypospolitej Ludowej (1989–1991)
Okręg wyborczy nr 36 do Sejmu Polskiej Rzeczypospolitej Ludowej (1989–1991) obejmował Bytom oraz gminy Piekary Śląskie, Pyskowice, Świerklaniec, Tarnowskie Góry, Toszek, Tworóg, Wielowieś i Zbrosławice (województwo katowickie). W ówczesnym kształcie został utworzony w 1989. Wybieranych było w nim 5 posłów w systemie większościowym.
Siedzibą okręgowej komisji wyborczej był Bytom.

## Wybory parlamentarne 1989

### Mandat nr 135 – bezpartyjny
| Kandydat                                                          | Głosów  | %     |
| ----------------------------------------------------------------- | ------- | ----- |
| Zenon Pigoń                                                       | 111 140 | 70,52 |
| Leopold Kobierski                                                 | 18 050  | 11,45 |
| Stanisław Szewczyk                                                | 12 555  | 7,97  |
| Tadeusz Odlanicki-Poczobutt                                       | 9237    | 5,86  |
| Liczba głosów ważnych: 157 607 Źródło: Państwowa Komisja Wyborcza |         |       |

### Mandat nr 136 –Polska Zjednoczona Partia Robotnicza
| Kandydat | I tura | I tura | II tura | II tura |
| Kandydat | Głosów | %      | Głosów  | %       |
| --- | ------ | ------ | ------- | ------- |
| Tadeusz Kijonka                                                                                                | 31 635 | 19,77  | 32 814  | 53,21   |
| Marian Sokołowski                                                                                              | 24 713 | 15,44  | 20 878  | 33,85   |
| Krzysztof Zając                                                                                                | 22 836 | 14,27  | —       | —       |
| Liczba głosów ważnych: 160 057 (I tura) • 61 669 (II tura) Źródło: Państwowa Komisja Wyborcza I tura i II tura |        |        |         |         |

### Mandat nr 137 – bezpartyjny
| Kandydat                                                          | Głosów  | %     |
| ----------------------------------------------------------------- | ------- | ----- |
| Piotr Polmański                                                   | 112 973 | 71,04 |
| Jerzy Brych                                                       | 16 855  | 10,60 |
| Ewa Madej                                                         | 13 516  | 8,50  |
| Józef Gajowski                                                    | 7401    | 4,65  |
| Liczba głosów ważnych: 159 029 Źródło: Państwowa Komisja Wyborcza |         |       |

### Mandat nr 138 –Polska Zjednoczona Partia Robotnicza
| Kandydat | I tura | I tura | II tura | II tura |
| Kandydat | Głosów | %      | Głosów  | %       |
| --- | ------ | ------ | ------- | ------- |
| Stefan Wanot                                                                                                   | 36 538 | 22,82  | 30 614  | 49,58   |
| Andrzej Czajczyk                                                                                               | 20 454 | 12,77  | 21 524  | 34,86   |
| Edward Pietsz                                                                                                  | 20 088 | 12,54  | —       | —       |
| Liczba głosów ważnych: 160 144 (I tura) • 61 744 (II tura) Źródło: Państwowa Komisja Wyborcza I tura i II tura |        |        |         |         |

### Mandat nr 139 – bezpartyjny
| Kandydat                                                          | Głosów  | %     |
| ----------------------------------------------------------------- | ------- | ----- |
| Adam Michnik                                                      | 102 644 | 70,19 |
| Kazimierz Świtoń                                                  | 12 019  | 8,22  |
| Aleksander Sieroń                                                 | 11 385  | 7,79  |
| Maria Bastek                                                      | 10 340  | 7,07  |
| Józef Sosada                                                      | 3145    | 2,15  |
| Liczba głosów ważnych: 146 244 Źródło: Państwowa Komisja Wyborcza |         |       |